# Philhygra polaris
Philhygra polaris är en skalbaggsart som först beskrevs av Max Bernhauer 1900.  Philhygra polaris ingår i släktet Philhygra och familjen kortvingar. Arten är reproducerande i Sverige. Inga underarter finns listade i Catalogue of Life.